# Арабхона (Кубодиёнский район)
Арабхона (тадж. Арабхона) — село в Хатлонской области Республики Таджикистан. 
Входит в состав джамоата (сельской общины) им. Носира Хусрава Кубодиёнского района.
Находится на расстоянии 1 км от райцентра  и центра джамоата (пгт. Кубодиён).
Название села означает «арабский дом».
Население — 7975 чел. (2017).